# Henri Antchouet
Henri Arnaud Antchouet Rebienot (Libreville, Gabón, 19 de julio de 1979) es un futbolista gabonés. Juega de delantero y su primer equipo fue el Canon Yaoundé.

## Trayectoria
Jugó en el Canon Yaoundé de Camerún en sus inicios y en 2000 fichó por un equipo portugués, el Leixões Sport Club. A finales de 2002 fichó por un equipo de la primera división de la Primera División de Portugal, el Clube de Futebol Os Belenenses. Con este equipo marcó un total de 30 goles en liga, 11 en la última temporada.
En la temporada 2005-06 fue uno de los fichajes del Deportivo Alavés. Debutó en la Primera división española el 11 de septiembre de 2005 en el partido ante la Real Sociedad de Fútbol en el que su equipo perdió por 2 a 1.

## Selección nacional
Ha sido internacional con la selección de fútbol de Gabón. Pero fue castigado sin jugar 3 años debido a dar positivo por cocaína.[cita requerida]

## Clubes
| Club                           | País     | Año       |
| ------------------------------ | -------- | --------- |
| Canon Yaoundé                  | Camerún  | 1999-2000 |
| Leixões Sport Club             | Portugal | 2000-2002 |
| Clube de Futebol Os Belenenses | Portugal | 2002-2005 |
| Deportivo Alavés               | España   | 2005-2007 |
| G.D. Estoril-Praia             | Portugal | 2009      |